# Kanton Flers-1
Der Kanton Flers-1 ist seit 2015 ein französischer Wahlkreis im Arrondissement Argentan im Département Orne in der Region Normandie; sein Hauptort ist Flers.

## Gemeinden
Der Kanton besteht aus 13 Gemeinden und Gemeindeteilen mit insgesamt 15.112 Einwohnern (Stand: 1. Januar 2022) auf einer Gesamtfläche von 113,62 km²:
| Gemeinde                 | Einwohner 1. Januar 2022 | Fläche km² | Dichte Einw./km² | Code INSEE | Postleitzahl |
| ------------------------ | ------------------------ | ---------- | ---------------- | ---------- | ------------ |
| Caligny                  | 845                      | 14,97      | 56               | 61070      | 61100        |
| Cerisy-Belle-Étoile      | 706                      | 13,4       | 53               | 61078      | 61100        |
| Flers                    | 6.847                    | 11,69      | 586              | 61169      | 61100        |
| La Bazoque               | 272                      | 2,59       | 105              | 61030      | 61100        |
| La Chapelle-au-Moine     | 587                      | 5,32       | 110              | 61094      | 61100        |
| La Chapelle-Biche        | 532                      | 6,25       | 85               | 61095      | 61100        |
| La Lande-Patry           | 1.752                    | 6,6        | 265              | 61218      | 61100        |
| Landisacq                | 772                      | 10,91      | 71               | 61222      | 61100        |
| Le Châtellier            | 402                      | 8,18       | 49               | 61102      | 61450        |
| Moncy                    | 265                      | 7,75       | 34               | 61281      | 61800        |
| Saint-Clair-de-Halouze   | 821                      | 11,81      | 70               | 61376      | 61490        |
| Saint-Paul               | 652                      | 7,96       | 82               | 61443      | 61100        |
| Saint-Pierre-d’Entremont | 659                      | 6,19       | 106              | 61445      | 61800        |
| Kanton Flers-1           | 15.112                   | 113,62     | 133              | 6113       | –            |

1. ↑   Nur der südwestliche Teil der Gemeinde, der Rest gehört zum Kanton Flers-2.